# Chrysorin
Chrysorin, auch Mosaikgold oder mosaisches Gold, sind feurig glänzende, dem 18–20-karätigen Gold ähnliche Legierungen aus Kupfer und Zink im Verhältnis 100:51. Das Material besitzt einen feinkörnigen Bruch. Angelaufen hält es sich gut an der Luft. Durch bloßes Abwischen erhält es seinen Glanz wieder und lässt sich mit sehr wenig Gold gut vergolden. Man benutzt Chrysorin namentlich zu gegossenen Luxusartikeln.
Ähnliche Legierungen sind: Prinzmetall, Prinz Ruprechts-Metall, Bristoler Messing.